# ライン＝ルール運輸連合
ライン＝ルール運輸連合(ドイツ語：Verkehrsverbund Rhein-Ruhr、略称：VRR)は公共交通事業者の運輸連合（地域内の各公共交通事業者が連合体を形成し、公共交通の維持運営を一元的に管理する組織）で、ドイツのライン・ルール都市圏をカバーしている。1980年1月1日に設立され、5,000平方キロメートルのエリアと700万人超の人口をカバーするヨーロッパ最大規模の運輸連合である。北はドルステン(Dorsten)、南はランゲンフェルト(Langenfeld)、東はドルトムント、西はメンヒェングラットバッハ、オランダ国境までの範囲にわたっている。
2004年には1年間で約10億人の旅客がVRRのネットワークを利用した。

## 路線網
VRRのネットワークは894路線の公共交通機関で構成されている。
- 鉄道
  - レギオナルエクスプレス(快速列車相当)　15路線
  - レギオナルバーン(普通列車相当)　23路線
  - Sバーン(都市近郊線) 11路線
  - シュタットバーン(ライトレール)　17路線
  - 路面電車　44路線
  - ヴッパータール空中鉄道

- バス
  - 急行バス(Schnellbus)　33系統
  - 準急バス(CityExpress)　18系統
  - 路線バス　778系統
  - トロリーバス　6系統(ゾーリンゲン)

- その他
  - H-Bahn 2路線(ドルトムント)
  - スカイトレイン(デュッセルドルフ空港内の輸送機関)
  - 11,500ヵ所の乗り換え箇所

## 加盟事業者
| - Bahnen der Stadt Monheim (BSM) - Bochum-Gelsenkirchener Straßenbahnen (BOGESTRA) - Busverkehr Rheinland (BVR) - DB Regio NRW (DB) - Verkehrsabteilung der DSW21 (Dortmunder Stadtwerke) - Duisburger Verkehrsgesellschaft AG - デュッセルドルフ空港 - Hagener Straßenbahn AG - Niederrheinische Verkehrsbetriebe - Niederrheinische Versorgung und Verkehr - Niederrheinwerke Viersen mobil - Prignitzer Eisenbahn | - Regiobahn GmbH - Rheinbahn - Ruhrbahn - StadtBus Dormagen - Stadtwerke Neuss - Stadtwerke Oberhausen - Stadtwerke Solingen GmbH (Verkehr) - Straßenbahn Herne - Castrop-Rauxel GmbH (HCR) - SWK MOBIL - Verkehrsbetriebe Remscheid GmbH - Verkehrsgesellschaft der Stadt Velbert (VGV) - Verkehrsgesellschaft Ennepe-Ruhr (VER) - Vestische Straßenbahnen GmbH - Wuppertaler Stadtwerke AG (Verkehr)(WSW) |